# Chiesa di Santa Maria la Bruna di Lanciasino
La chiesa di Santa Maria la Bruna di Lanciasino era un luogo di culto di Napoli. I suoi ruderi sorgono nei pressi della Rotonda di Arzano e del quartiere di Secondigliano, nel luogo dove nel 1500 esisteva l'antico Casale di Lanciasino.
Il Comune di Napoli ha dato affido ad una associazione di volontariato del luogo il compito di recuperare il sito e di presidiare l'antica chiesa, più volte ridotta a una discarica abusiva.

## Storia
Del villaggio di Lanciasino, uno degli antichi Casali di Napoli, si ha notizia fino dalla XV indizione, tenuta nell'anno 47 (più probabilmente nell'anno 41°, ossia il 1017) degli imperatori Basilio II Bulgaroctono e Costantino VIII. 
Si sa che era situato al confine tra i Casali di Secondigliano, Arzano e Casavatore e la Chiesa, come accadeva in tutti gli antichi borghi, rappresentava il fulcro del villaggio e il punto di riferimento per tutti gli abitanti.
Dagli atti risulta che il Casale di Lanciasino, il cui nome poteva significare dal dialetto "Lancia in seno", e quindi legato alla Madonna addolorata, il 23 novembre 1555 era ancora un Casale indipendente, ma poi, successivamente, essendo troppo piccolo, fu aggregato al Casale di Secondigliano.
La storia della cinquecentesca chiesa di Santa Maria la Bruna di Lanciasino è poco nota e non esistono molte testimonianze. Quelle esistenti risalgono al 1515, anche se la costruzione originale sulla quale l'edificio è stato eretto risulta essere ancora più antica.
La chiesa di Santa Maria la Bruna, fu eretta quasi certamente su un più vecchio luogo di culto cristiano che già nel I sec. aveva preso il posto di un antico tempietto pagano.
Fu il centro di culto per i fedeli di questo piccolo villaggio, che si dedicavano all'agricoltura e alla raccolta e alla lavorazione del lino e del cotone.
Nel 1978 la Curia di Napoli, dopo averla sconsacrata come di norma, vendette per 10 milioni di lire l'immobile ad un privato che lo utilizzò come deposito.
Nell'aprile del 1997, a seguito di denunce e di articoli sui principali quotidiani locali, l'ufficio centrale per i beni archeologici, artistici e storici intervenne decretando che il rudere fosse protetto ai sensi della legge 1939 n° 1029 sulla tutela delle cose di interesse storico – artistico. 
La chiesa di Santa Maria la Bruna di Lanciasino però resta ancora abbandonata e necessita urgentemente di restauri. 
Essa rappresenta l'unica importante testimonianza storica per il quartiere di Secondigliano e per il Rione dei fiori, recentemente sorto precisamente nel luogo dove un tempo sorgeva l'antico Casale di Lanciasino.

## Descrizione
La facciata della chiesa è in pietra e presenta un bellissimo rosone ormai decaduto. Il campanile in stile rinascimentale è ancora in piedi, nonostante segni di cedimento strutturale.
All'interno i pavimenti policromi, sono stati orribilmente deturpati, così come l'immagine della Madonna, gli angeli e il pulpito in marmo sono anneriti dalla fuliggine e dall'umidità che ha reso quasi irriconoscibili le opere d'arte in essa contenute.
Giacciono ancora a terra capitelli in marmo, e numerose altre parti delle decorazioni del soffitto.
Dalle finestre monofore continua a entrare acqua piovana.